# Newington Park
Der Newington Park war ein Baseballstadion an der Pennsylvania Avenue in Baltimore, Maryland, USA. Es war unter anderem von 1872 bis 1874 die Heimstätte der Baseballmannschaft Lord Baltimore mit Spielbetrieb in der National Association (NA), sowie im Spieljahr 1882 die Heimstätte der Baseballmannschaft Baltimore Orioles NL mit Spielbetrieb in der National League (NL). Auch das nur sehr kurzlebige Profiteam Baltimore Marylands, das zwischen 14. April und 11. Juli 1873 sechs sieglose Meisterschaftsspiele in der NA verbrachte, nannte den Ball Park seine Heimat. Auch die in Baltimore ansässigen Teams Lord Hannibal und Orientals sollen um das Jahr 1874 hier gespielt haben. Es wurde darüber hinaus auch für Cricketbegegnungen, Leichtathletikmeetings oder Auftritte des noch jungen Barnum & Bailey Circus genutzt.

## Geschichte
Nach den Madison Avenue Grounds, die vor allem in den 1860er Jahren vielfach als Baseballspielstätte genutzt wurden und bereits auf den Besuch von Zuschauern ausgelegt waren, zählte der Newington Park quasi als Nachfolger dieses Stadions, das jedoch auch noch während des Bestehens des Newington Parks weiter genützt wurde, wenn auch nicht in demselben Ausmaß wie davor. Beim Bau des Newington Park wurde bereits besonderes Augenmerk auf die stets steigende Zahl an baseballinteressierten Personen gelegt; so fanden nach Abschluss der Bauarbeiten 3.000 Zuschauer Platz. Bis zum Bau des Union Parks im Jahre 1891, der bereits ein Vielfaches an Besuchern fassen konnte und als erstes „großes“ Stadion Baltmiores galt, war der Newington Park die Hauptspielstätte im Baseballsport der nordamerikanischen Hafenstadt.
Alfonso T. Houck (1840–1886), ein ortsansässiger Werbemagnat, der mit Plakatwänden reich wurde und unter anderem beim Attentat auf Abraham Lincoln im Ford’s Theatre in Washington, D.C. zugegen war, gilt als Erbauer oder Mieter des Newington Parks, der sich an den Baker, Carey und Gold Streets und der Pennsylvania Avenue Extended befand. Das Stadion wurde auf einem bis dahin unbebauten Grundstück etwa zwei Meilen nordwestlich vom Stadtzentrum entfernt errichtet und war nur drei Blocks von den Madison Avenue Grounds entfernt. Die von Fremont und den Pennsylvania Avenues kommende Pferdebahn verkehrte hier regelmäßig und fuhr auf dem Weg zur Endstation an der Retreat Street am Stadion vorbei. Die Zuschauerränge bestanden aus Holz, wobei jedoch heute nicht mehr überliefert ist, ob diese auch überdacht waren oder in welcher Art die vorhandene Bestuhlung ausfiel. Dennoch ist aus Zeitungen der damaligen Zeit zu entnehmen, dass es immerhin ein Clubhaus der Heimmannschaft gab.
Der Eintrittspreis in den frühen 1870er Jahren wurde mit 50 Cent pro Person angegeben. Zuzüglich der Fahrtkosten zum Stadion war dies weit über dem Budget der Arbeiterklasse, weshalb zumeist Zuschauer aus der Oberschicht bei Spielen zugegen waren.
Heute gibt es keine öffentlich bekannten Fotos des Stadions.

## Lied über Lord Baltimore und den Newington Park
In den 1870ern entstand auch ein Lied basierend auf der Melodie von Down in a Coal Mine über das Baseballteam Lord Baltimore und deren Spielstätte, den Newington Park. Das Lied mit dem Titel Lord Baltimore’s Nine besteht aus zumindest drei Strophen zu je acht bzw. neun Versen.
We are a jovial Base Ball Club,

Our heats are light an free,

And thought we meet withe some

defeats,

Oft gain the victory.

Give us fair play, and win or lose,

We’ll never make a muss,

But be content and act like men,

Yes, that’s the style of us.

 C h o r.

Out at the Newington Park

On the Base Ball Ground

When in earnest contest

Our gallant Nine are found,

Struggling with their rivals,

For victory and renown,

Out at the Newington Park,

On the Base ball ground.

Of all the manly games in vogue,

Enumerate them all,

There’s none you’ll find that can

compare

With that known as Base Ball.

’Tis jolly fun when on the run,

Or when with eagle eye

You watch your adversary’s ball

And take it on the fly.

 C h o r.

Out at the Newington Park

On the Base Ball Ground

When in earnest contest

Our gallant Nine are found,

Struggling with their rivals,

For victory and renown,

Out at the Newington Park,

On the Base ball ground.

We make no boasts but stand

resolved

To win ourselves a name,

And we will do the best we can

To merit all we claim.

We’re not afraid of rival clubs,

We’ll meet them anywhere,

And when they choose to meet us here,

We’ll act upon the square.